# Tule Springs Fossil Beds National Monument

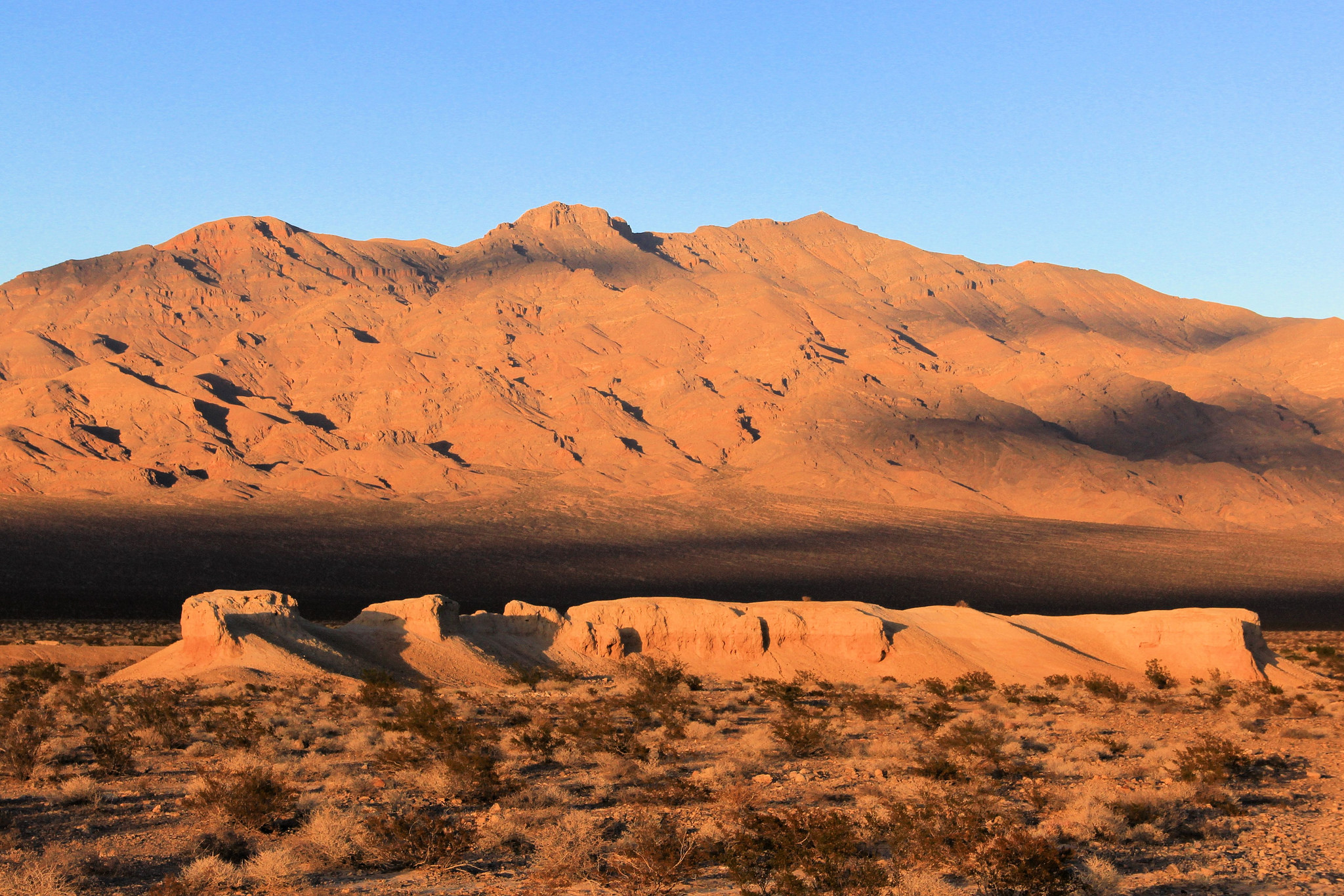
Tule Springs Fossil Beds National Monument

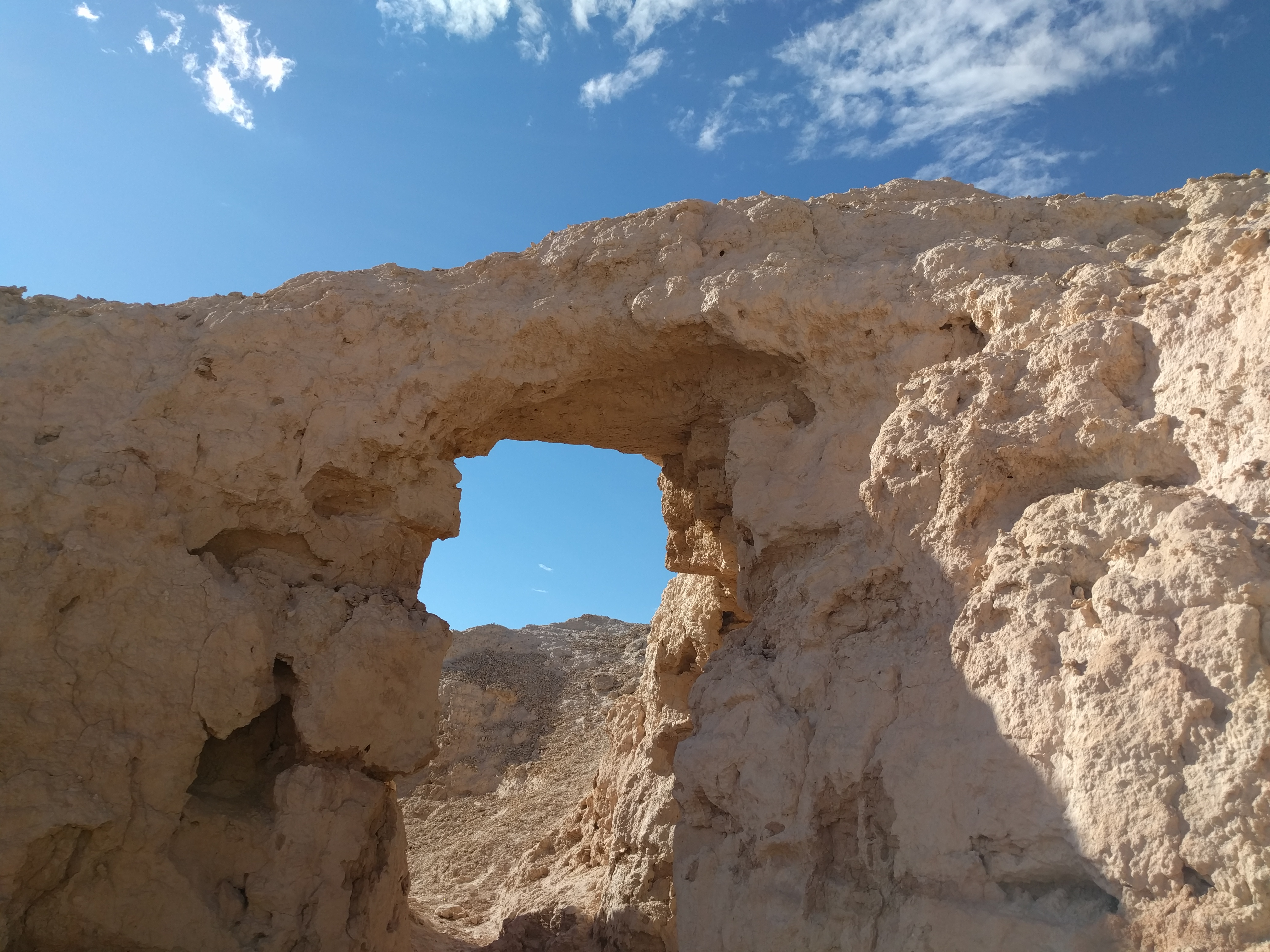
Ein Felsbogen im National Monument

Das Tule Springs Fossil Beds National Monument ist ein US-amerikanisches National Monument 10 Miles nordwestlich von Las Vegas im Clark County im Süden Nevadas. Es wurde durch Präsident Barack Obama per Presidential Proclamation am 19. Dezember 2014 mit einer Flächengröße von 22.650 Acres (9.170 ha) ausgewiesen. Der Ausweisung durch Obama ging eine lokale Kampagne zum dauerhaften Schutz der Landschaft voraus. Im Kongress der Vereinigten Staaten stimmten beide Kammern im Dezember 2014 für eine Schutzausweisung.
Es steht unter der Verwaltung des National Park Service. Das Gebiet hat Bedeutung für die Paläontologie. Es wurden viele Funde von Fossilien gemacht. Es wurden paläontologische Artefakte aus der Eiszeit von Arten wie Präriemammut, Camelops und Amerikanischem Löwen gefunden. Die Fossilien sind 7.000 bis 250.000 Jahre alt.
Das Tule Springs Fossil Beds National Monument liegt im Upper Las Vegas Wash und schützt einen Teil der Tule Springs in der Mojave-Wüste. Das Gebiet ist ein bedeutendes Wüstenökosystem. Es kommt die sehr seltene Art Arctomecon californica aus der Familie der Mohngewächse (Papaveraceae) vor. Diese Pflanzenart hat verschiedene Namen wie Las Vegas Bearpoppy (Las Vegas Bärenmohn), California Bearpoppy, Golden Bearpoppy und Yellow-flowered desert poppy.
Teile des Gebietes wurden auch noch nach Ausweisung von Off-Road-Fahrern genutzt. Ferner wurde Müll und Schrott abgeladen. Auch wurden, nach der Ausweisung als National Monument, verbotene Schießübungen durchgeführt. Als das Gebiet noch unter der Verwaltung des Bureau of Land Management stand, waren Schießübungen erlaubt. Diese Übungen führten zu einem Todesfall durch einen Querschläger im März 2014. Neben dem Todesfall gab es mehrere Schussverletzungen in der Gegend. Um solche Vorfälle zu verhindern, will der National Park Service einen Zaun bauen, um das National Monument zu schützen.